# 職場秘汁 魔性の指使い
『職場秘汁 魔性の指使い』（しょくばひじゅう ましょうのゆびづかい）は、2023年に公開された日本映画。工藤雅典監督。

## 概要
2023年10月20日、上野オークラ劇場ほかで劇場公開。
脚本の橘によれば初稿事の仮タイトルは「世界からおっさんが消えたなら」であったという。
映画評論家の切通理作は、疲れた中年男性にエールを送る内容ながら、映画初主演となった夏目響の好演、那波演じる大乗寺の佇まいにより「ありえない話、ではなくありえたらいいな、という説得力になっている」と主演の2人を評価。夏目演じるちはるの役回りを「男性の背中を押しながら自分は身を引き、また別の場所へ旅立っていく姿は、まるでさすらいの女ヒーロー」と論じた。
監督の工藤によると、主人公は自身を投影しており「数年前離婚したのがきっかけで、愛する対象を失った男がどう生きていくのか、その集大成です」と解説。ジャズマンという設定は「“ビートルズの屋上コンサート53年ぶりにノーカット配信”に感銘を受け昔のバンド仲間がバンドを再結成させる」という初期プロットの名残。この設定は音楽担当のたつのすけに、ピンクの枠、予算では難しいと説得され音楽要素は最小限のものとなった。工藤は「夢みたいなヒロインを見て、明日から頑張ってみようって思える映画になったかなと」と本作を自負している。
2025年1月8日、スターボードから『清楚系派遣女子　魔性の指使い』のタイトルでDVDリリース。

## あらすじ
会社員の大乗寺は出張先から自宅に戻ると、妻・美紀がいままさに見知らぬ男との不倫している現場に出くわしてしまう。目が覚めるとダイニングテーブルには離婚届が置かれており、妻に出て行かれてしまっていた。
一方、職場では人事部のリストラ担当として上司の命令を受け、今日も同期社員に書類を渡し、忸怩たる思いで解雇宣告をしていた。職場でもプライベートでも心身傷だらけとなった大乗寺は、退社後、心を癒すためにジャズバーへと赴く。カウンターにいた若い女・ちはるとジャズの話で意気投合したのだった。

## キャスト
ちはる
演 - 夏目響
飄々と自分の価値基準で軽快に生きる自由人。気の合った大乗寺を救うため、契約社員として大乗寺の職場に赴く。
大乗寺
演 - 那波隆史
公私とも板挟みにあう人事担当者。かつてはサックス奏者でジャズマン。
美紀
演 - 木下凛々子　
大乗寺の妻。兼業主婦であり、独立してベーグル専門店を経営。
今井卯月
演 - みひな
部長の浮気相手であり、右腕でもある社員。会社都合の解雇ではなく、自主退社に追い込むため体を使いスキャンダルも起こす。しかしのちに左遷される憂き目に合う。
課長
演 - 小滝正大
仕事に隙を見せない完ぺき主義の課長。大乗寺にとっては上司にもあたる。
桑原
演 - 野間清史
大乗寺の同期の社員だが、その大乗寺よりリストラを宣告される。のちに別会社の非常勤役員に再就職。
刑事
演 - ほたる（特別出演）
企業犯罪を担当する刑事。
高城　
演 - 森羅万象
大乗寺の上司。人事部の部長。社内で浮気をしているほか、人使いはかなり荒い。
- 古本恭一
- 園山聡
- 郡司博史
- パスタ功次郎

## スタッフ
- 監督・編集：工藤雅典
- 脚本：橘満八、工藤雅典
- プロデューサー：秋山兼定
- 脚本：橘満八
- 音楽：たつのすけ
- 撮影：村石直人
- 照明：小川満
- 録音・整音：大塚学
- 助監督：須上和泰
- 監督助手：赤羽一真、新倉拓樹
- 撮影助手：大平樹
- メイク：藤巻綾香
- VFX：竹内英孝
- ポスター：MAYA
- 協力：KOMOTO DUCT、池袋バレルハウス
- 仕上げ：東映ラボ・テック
- 制作：ネクストワン
- 提供・配給：オーピー映画